# Aketi
Aketi is een stad in de Democratische Republiek Congo in de provincie Bas-Uele. Aketi telde volgens de laatste census in 1984 21.656 inwoners en in 2004 naar schatting 35.486 inwoners.
De stad ligt aan de rivier Itimbiri.
De stad ligt aan de autoweg RN6 en aan de spoorlijn tussen Bumba en Buta, maar deze lijden onder slecht onderhoud waardoor de stad slecht bereikbaar is. Er is ook een regionale luchthaven.